# 田辺真由美
田辺 真由美（たなべ まゆみ、1974年12月1日 - ）は、日本の漫画家。埼玉県飯能市出身。血液型O型。
1989年に『まゆみ発見恋』が第33回 S・B賞 佳作に入り『りぼんオリジナル』（集英社）でデビュー。
2000年8月に男児を出産。1男の母でもある。藤井みほなとは仲がいい。『まゆみ!!2016〜再婚〜』にて、長男の出産から数ヵ月後に夫と離婚し、実家に帰りシングルマザーとなったことが描かれている。

## 作品リスト
全て、集英社から刊行されている。
- まゆみ!（1990年 - 2003年、りぼんマスコットコミックス、全7巻）
- 真由美短編スペシャル 思春期（1997年6月13日発売[1]、りぼんマスコットコミックス、ISBN 4-08-856024-8） 
  - 思春期（『りぼん』1997年早春のびっくり大増刊号）
  - スペシャルランチBOX（『りぼんオリジナル』1996年10月号）
  - 恋はヘビー級（『りぼん』1995年秋のびっくり大増刊号）
  - 私の彼は浮気症（『りぼん』1995年春のびっくり大増刊号）
  - アルバイターひろな（『りぼん』1995年早春のびっくり大増刊号）
  - 素顔でナイスファイト（『りぼん』1994年初夏のびっくり大増刊号）
- ファンキー☆ファンシー（2003年 - 2007年、りぼんマスコットコミックス、全1巻）
- カトちゃんケンちゃん（マーガレットコミックス、全2巻）
  1. 2007年11月22日発売[2]、ISBN 978-4-08-846235-6
  2. 2008年6月25日発売[3]、ISBN 978-4-08-846304-9
- 見合いへGO![4]（2008年10月17日発売[5]、『YOU』2006年24号、2007年2号 - 7号、13号 - 16号、20号 - 22号、2008年2号 - 6号、8号 - 12号、ISBN 978-4-08-782186-4、全1巻）
- 猫☆カトちゃんケンちゃん（マーガレットコミックス、全2巻）
  1. 2009年4月24日発売[6]、ISBN 978-4-08-846396-4
  2. 2010年7月23日発売[7]、ISBN 978-4-08-846548-7

### アンソロジー
- りぼん新人まんが傑作集【8】 7枚のポートレート 一条ゆかり・編[8]（1990年4月18日発行、ISBN 4-08-853522-7）
  - まゆみ発見恋（『りぼんオリジナル』1989年夏の号）

### その他
- ねこ･コレカトちゃんケンちゃんスペシャル（2010年10月25日発売、SHUEISHA Girls Remix、ISBN 978-4-08-113080-1、全1巻）
- チャチャ×クッキーギャグ作品 トリビュート4コマ チャチャmeetsボーバー[9]（『Cookie』2016年11月号、『赤ずきんチャチャN』4巻収録）

### 単行本未収録作品
- ウチの子どうでしょう ちっちゃい子編[10]（『YOU』2010年4号）
- マジョ☆りかキッチン（『マーガレット』2011年9号[11] - 20号）
- 恋♥ねこ（『マーガレット』2012年16号、『ザ マーガレット』2012年8月号 - 12月号）
- トラ猫とドラ息子（『ザ マーガレット』2013年2月号）
- まゆみ!!2016〜再婚〜[12]（『Cookie』2016年9月号[13][14] - 2017年3月号）
- まゆみ!!2016〜再婚〜 番外編[15]（『Cookie電子版』2016年11月号）
- まゆみ!!2017〜再婚〜[12]（『Cookie』2017年5月号 - 11月号）
- まゆみ!!2018〜再婚〜[12]（『Cookie』2018年1月号 - 11月号）
- まゆみ!!2019〜再婚〜[12]（『Cookie』2019年1月号 - 11月号）
- まゆみ!!2020〜再婚〜[12]（『Cookie』2020年1月号 - 11月号）
- まゆみ!!2021〜再婚〜[12]（『Cookie』2021年1月号 - 11月号）
- まゆみ!!2022〜再婚〜[12]（『Cookie』2022年1月号[16] - 11月号）
- まゆみ!!2023〜再婚〜[12]（『Cookie』2023年1月号 - 連載中）